# U-Bahn-Station Keplerplatz

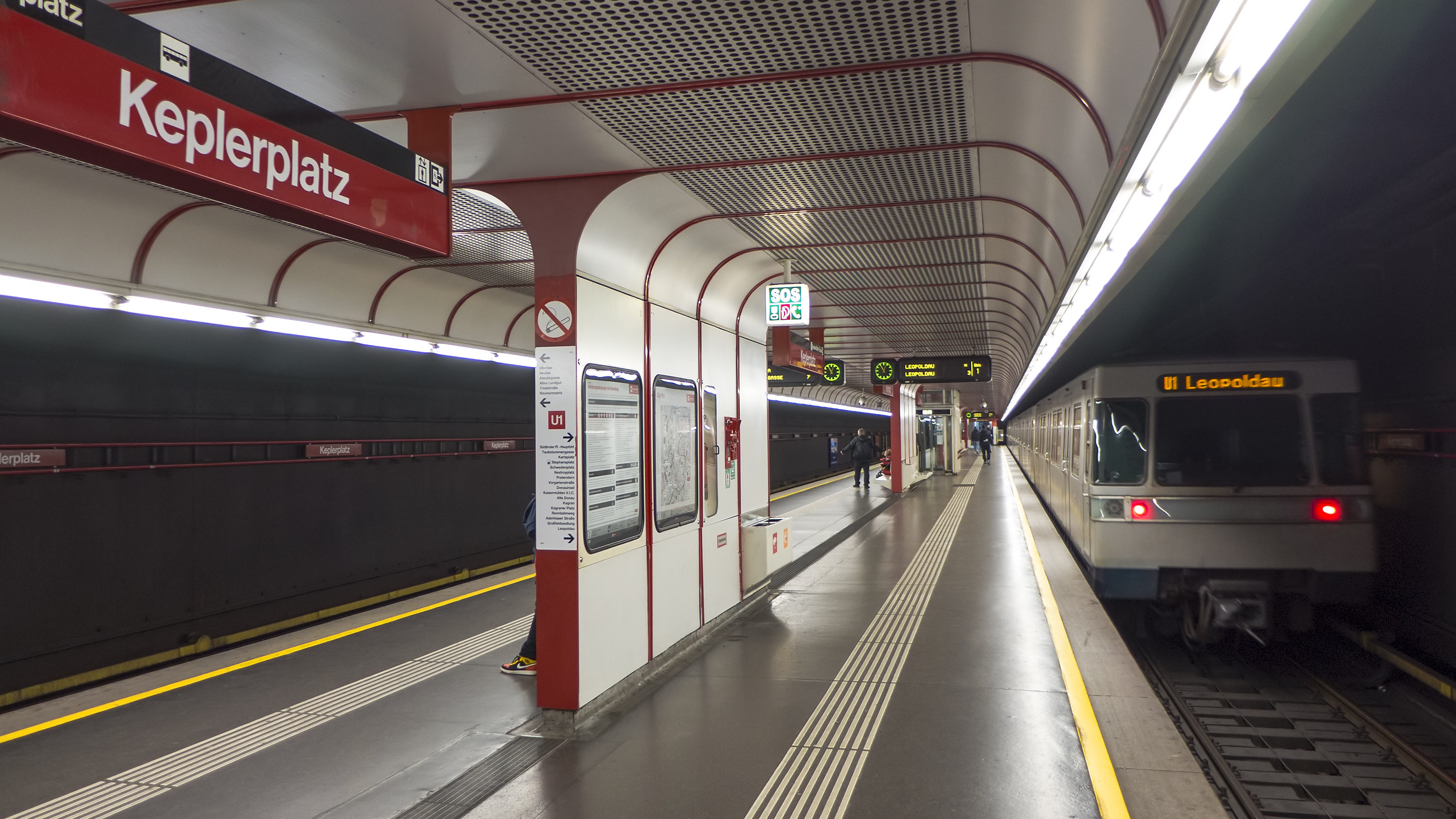
Bahnsteig der Station

Die U-Bahn-Station Keplerplatz ist eine Station der Wiener U-Bahn-Linie U1. Sie liegt im 10. Wiener Gemeindebezirk, Favoriten, unter der Fußgängerzone Favoritenstraße zwischen der Raaber-Bahn-Gasse und der Gudrunstraße. Die Station wurde in offener Bauweise errichtet und im Zuge der Eröffnung des ersten Abschnitts der U1 am 25. Februar 1978 in Betrieb genommen.
Die Station verfügt über einen Mittelbahnsteig mit Ausgängen an beiden Bahnsteigenden. Der stadtauswärts gelegene Ausgang führt in die Fußgängerunterführung unter der dichtbefahrenen Gudrunstraße und zur Keplerkirche, über ihn gelangt man auch zu den Haltestellen der Autobuslinie 14A in der Gudrunstraße. Der nördliche Ausgang führt auf die Favoritenstraße auf Höhe der Raaber-Bahn-Gasse. Über einen Aufzug, der von der Mitte des Bahnsteiges zur Keplergasse führt, ist die Station barrierefrei erreichbar.
Die Station ist, wie der Platz und die Gasse, nach dem deutschen Astronomen Johannes Kepler (1571–1630) benannt. Auf dem Platz befindet sich ein kleiner Park, der die 1872–1876 im Neorenaissance-Stil errichtete Keplerkirche umgibt, die erste Kirche im damals neuen Stadtteil. In unmittelbarer Nähe befinden sich auch das Amtshaus für den 10. Bezirk mit dem Magistratischen Bezirksamt sowie der Viktor-Adler-Platz und -Markt.

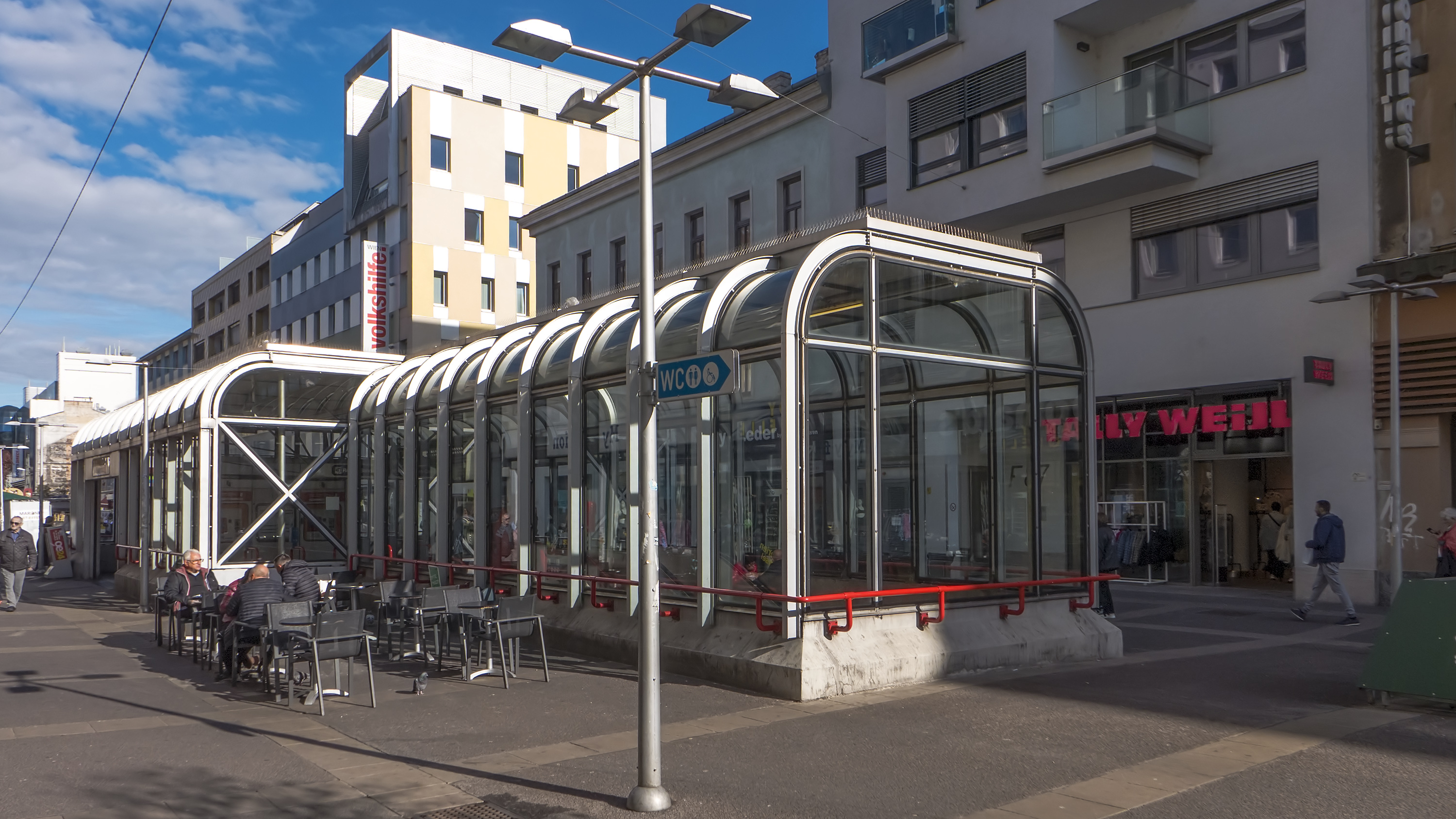
Aufnahmsgebäude an der Favoritenstraße
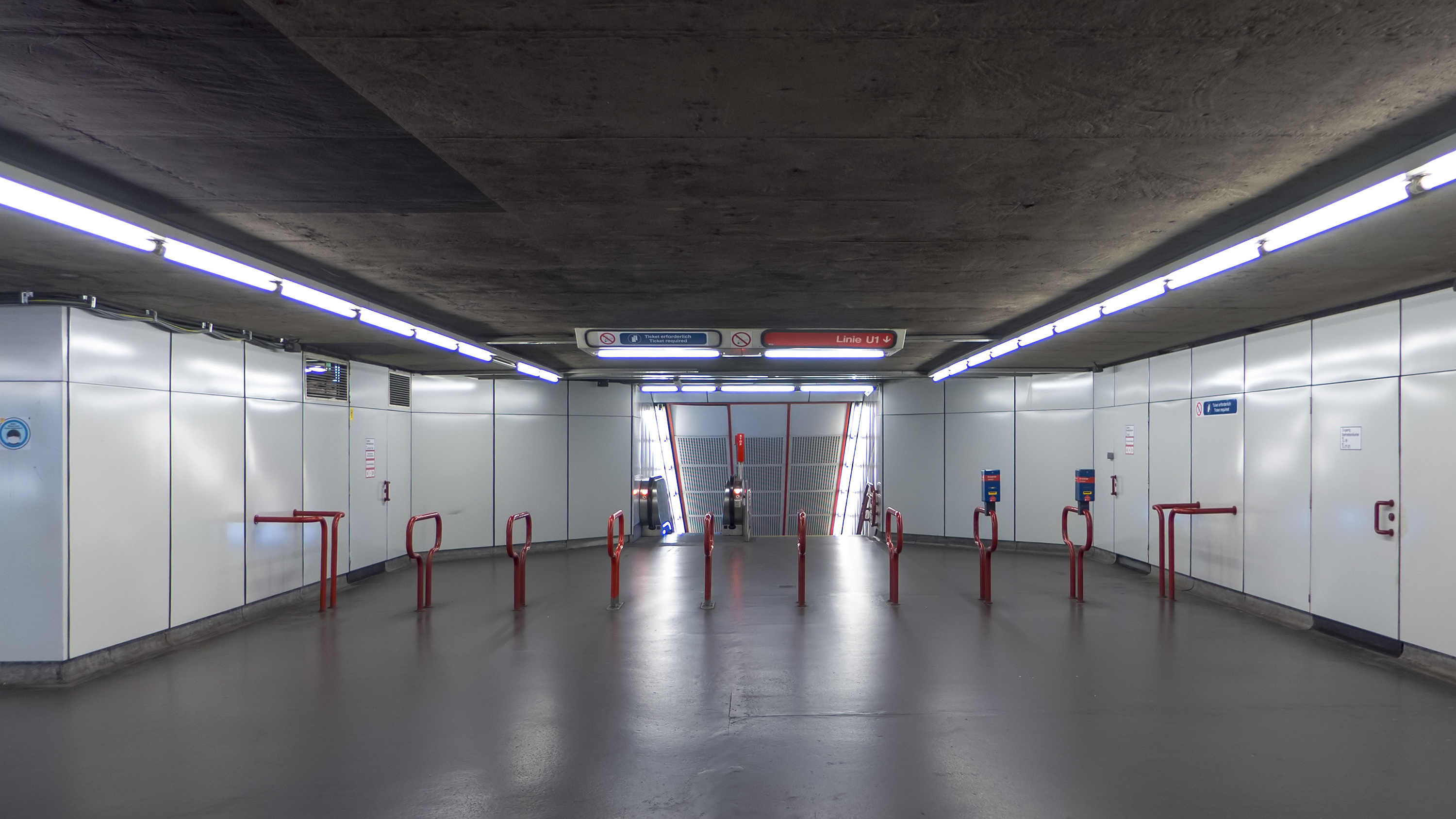
In der Station
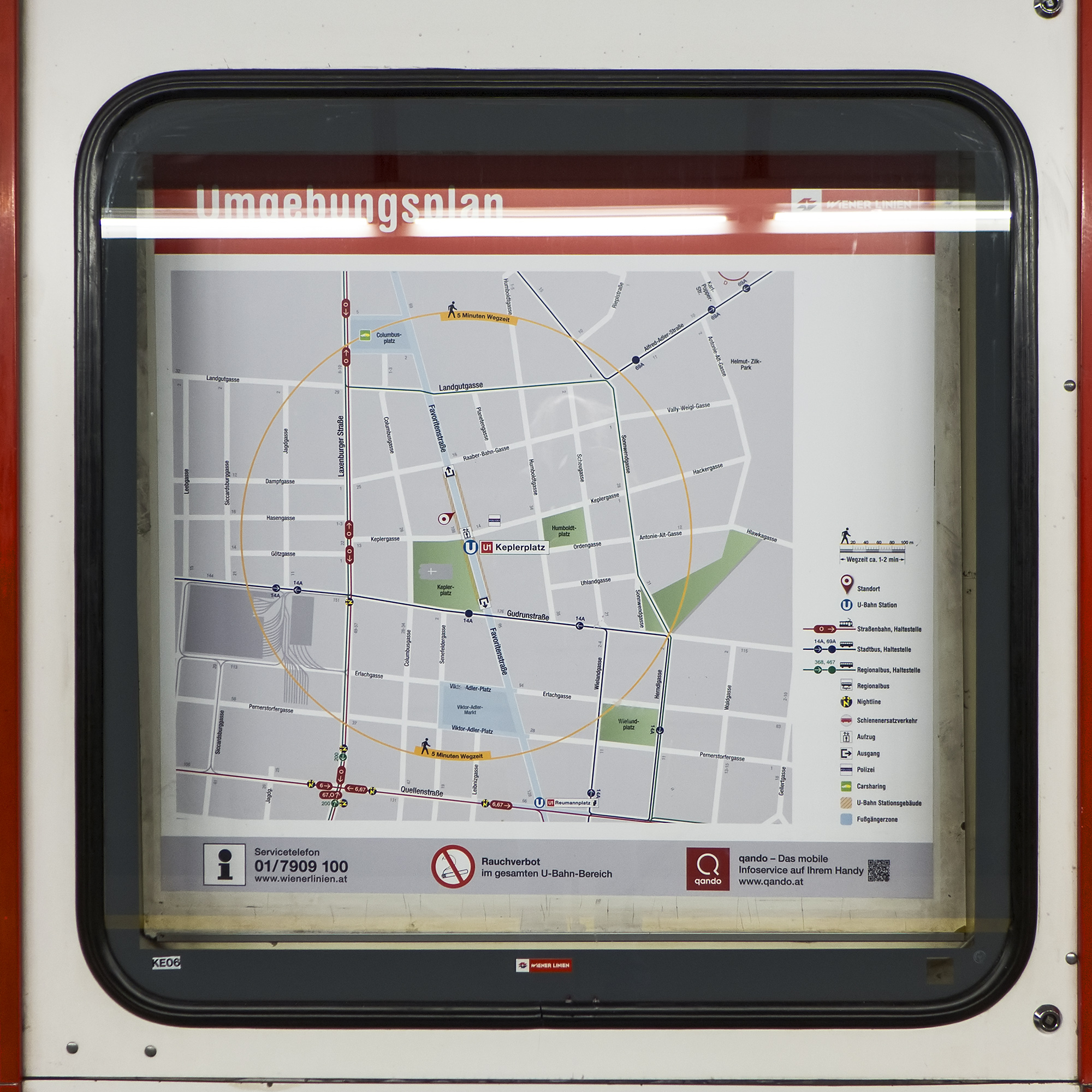
Umgebungsplan